# Emilio Lamo de Espinosa y Enríquez de Navarra
Emilio Lamo de Espinosa y Enríquez de Navarra   (València, 3 de gener de 1914 - Madrid, 11 de maig de 1985) va ser un jurista i polític falangista espanyol.

## Biografia
Va néixer a València el 3 de gener de 1914. Militant «camisa vieja» de Falange, en la que havia entrat a militar en 1935, va ser sorprès pel cop d'estat del 18 de juliol de 1936 a Madrid. Va fugir de la zona republicana cap a França, re-entrant a Espanya en 1937 per a passar a combatre en el bàndol franquista com a alferes provisional.
Exercí de governador civil de la província de Màlaga entre juny de 1941 i agost de 1945, substituint José Luis Arrese. Exercí la subsecretaria d'Agricultura entre 1945 i 1951.
Conseller nacional, i director de l'Instituto de Estudios Políticos (IEP) entre 1956 i 1961, Nicolás Sesma Landrin el considera representant de la facció del legitimisme francofalangista dins de l'IEP. També va ser procurador a les Corts franquistes entre 1943 i 1971. Descrit per Álvaro de Diego com un «convençut joseantoniano», i com a «brillant eminència gris» de José Luis Arrese, col·laborà amb Jesús Fueyo, Manuel Fraga i Carlos Ollero Gómez en la redacció de l'avantprojecte de la Llei de Principis Fonamentals del Movimiento, encarregat a l'IEP prr Arrese.
Lamo de Espinosa, que va ostentar els títols nobiliaris de xii marquès de Mirasol, baró de Frignani i Frignestani, va ser pare d'Emilio i Jaime.
Va morir a Madrid l'11 de maig de 1985.

## Distinció
- Gran Creu de l'Orde del Mèrit Civil (1945)[11]
- Comanda amb Placa de l'Orde Civil d'Alfons X el Savi (1945)[12]
- Gran Creu de l'Orde Civil del Mèrit Agrícola (1947)[13]
- Gran Creu de l'Orde d'Isabel la Catòlica (1967)[14]